# Presa La Soledad
La Presa La Soledad también llamada Presa Mazatepec, es una presa ubicada en el cauce del Río Apulco en el municipio de Tlatlauquitepec 
, Puebla, fue inaugurada el 18 de septiembre de 1962 por el Presidente de México, Adolfo López Mateos, cuenta con una central hidroeléctrica capaz de generar 220 megawatts de energía eléctrica, su embalse tiene capacidad para albergar 41 hectómetros cúbicos de agua.